# Miss Earth México 2016
Miss Earth México 2016 fue la 10.ª del certamen Miss Earth México la cual se realizó en el Querétaro Centro de Congresos en la ciudad de Querétaro, Querétaro el sábado 27 de agosto de 2016. Treinta y dos candidatas de toda la República Mexicana compitieron por el título nacional, el cual fue ganado por Itzel Astudillo de Chiapas quien compitió en Miss Tierra 2016 en Filipinas logrando colocarse dentro del Top 16. Astudillo fue coronada por la Miss Earth México saliente Gladys Flores, convirtiéndose en la primera chiapaneca en ir a Miss Tierra.
Posteriormente la organización nacional hizo designaciones hacía los concursos de los cuales era miembro: En septiembre se hizo la designación de Andrea Torres de Sonora rumbo a Miss Eco International 2017 en Egipto, sin embargo por razones desconocidas se le asignó The Miss Globe 2016 en Albania logrando colocarse dentro del Top 12. En octubre se hizo la designación oficial de Verónica Salas del Estado de México rumbo a Miss Eco International 2017 en Egipto logrando colocarse dentro del Top 21. El 15 de noviembre se hizo oficial la designación de Erika Gómez de Guanajuato rumbo a Best Model of the World 2016 en Turquía. El 30 de noviembre se hizo oficial la designación de Ximena Delgado de Aguascalientes rumbo a Miss Tourism International 2016 en Malasia logrando colocarse como 3.ª Finalista y obtener la corona Miss Dreamgirl of the Year International. El 22 de enero de 2017 se hizo oficial la designación de Britania Castro de Baja California Sur rumbo a Miss Atlántico Internacional 2017 en Uruguay. El 22 de marzo de 2017 se hizo oficial la designación de Yolanda Vega de Hidalgo rumbo a Reina Internacional del Trópico 2017 en Honduras. El 13 de junio de 2017 se hizo oficial la designación de Alejandra Castilla de Yucatán rumbo a Exquisite Face of the Universe 2017 en Ghana, sin embargo no se concretó su participación. El 20 de junio de 2017 se hizo oficial la designación de Gildy Reyes de Tabasco rumbo a Miss United Countries 2017 en Filipinas, sin embargo no se llevó a cabo el evento. El 5 de julio de 2017 se hizo oficial la designación de Itzel Astudillo rumbo a Miss Exclusive of the World 2017 en Turquía, sin embargo no se llevó a cabo el evento. El 7 de octubre del 2017, luego de la renunica de Erika Palomera de Jalisco al certamen Miss Intercontinental 2017 en Egipto, se designó a Verónica Salas del Estado de México logrando coronarse como la primera mexicana en obtener dicho título. El 3 de septiembre de 2018 se hizo oficial la designación de Itzel Astudillo rumbo a Miss Panamerican International 2018 en Los Ángeles, Estados Unidos logrando colocarse como 1.ª Finalista.

## Resultados
| Posición               | Candidata |
| Miss Earth México 2016 | - Chiapas - Itzel Astudillo |
| Miss Earth Air 2016    | - Hidalgo - Yolanda Vega |
| Miss Earth Water 2016  | - Estado de México - Verónica Salas |
| Miss Earth Air 2016    | - Sonora - Andrea Torres |
| Top 8                  | - Aguascalientes - Ximena Delgado - Sinaloa - Jessica García - Tabasco - Gildy Reyes - Yucatán - Alejandra Castilla |
| Top 20                 | - Baja California Sur - Britania Castro - Coahuila - Karina Muñoz - Colima - Nubia García - Durango - Josefina Corral - Guanajuato - Erika Gómez - Guerrero - Lupita Valero - Nayarit - Aranza Bejarano - Nuevo León - Andrea Merodio - Puebla - Alejandra Rabell - Tamaulipas - Helena Cano - Veracruz - Claudia Aquino - Zacatecas - Paola Cruz |

## Áreas de competencia

### Semifinal: Elección Miss Intercontinental México
Días antes de la final nacional, se llevó a cabo la competencia semifinal y concurso de trajes típicos. Esta noche se entregaron algunos reconocimientos especiales y se seleccionó a la ganadora del título de Miss Intercontinental México 2017, resultando electa Erika Palomera de Jalisco quien representaría al país en Miss Intercontinental 2017 en Egipto.
Un año más tarde el 28 de septiembre de 2017 Erika Palomera renunció al título nacional y el derecho de representar al país internacionalmente, esto se debió al cambio de fecha del certamen internacional, ya que en dos ocasiones hubo cambios de fecha, aplazándolo hasta enero de 2018, sin embargo para esta fecha Erika ya contaba con contratos de trabajo que no le permitirían viajar, razón por la cual decidió renunciar. El día 8 de octubre la organización nacional anunció a Verónica Salas del Estado de México como la nueva representante en Miss Intercontinental 2017, llevado a cabo el 24 de enero de 2018 en Egipto donde logró coronarse como la primera mexicana en obtener dicho título.
| Posición                         | Candidata                                                                          |
| Miss Interontinental México 2017 | - Jalisco – Erika Palomera (Renunció) - Estado de México - Verónica Salas (Asumió) |

### Final
La gala final fue transmitida en vivo vía satélite a través del canal 52 MX para todo México desde el Querétaro Centro de Congresos de la ciudad de Querétaro, Querétaro el sábado 27 de agosto de 2016. La conducción del evento estuvo a cargo de Mónica Noguera y Patricio Cabezut.
El grupo de 20 semifinalistas se dio a conocer durante la competencia final: todas ellas seleccionadas por un jurado preliminar, donde eligieron a las concursantes que más destacaron en las tres áreas de competencia durante la etapa preliminar.
- Las 20 semifinalistas desfilaron en una nueva ronda en traje de baño y traje de noche, además de contestar preguntas que fueron enviadas por el público usuario, a través del correo electrónico oficial de Miss Earth México, donde salieron de la competencia 12 de ellas.
- Las 8 finalistas contestaron lo que piensan sobre diversos #Hashtag previamente seleccionados, esta respuesta fue contra reloj pues tenían 20 segundos para contestar, procurando ser lo más exactas y claras posibles. De esta manera el panel de jueces consideró la impresión general que dejó cada una de las finalistas para votar y definir a las ganadoras de los 4 elementos.

#### Jurado
Ellos fueron los mismos jueces en la competencia semifinal y en la competencia final.
- Fernando Santos Pérez – Fundador de los Premios Gaviota y periodista
- Fernanda Tapia – Periodista y conductora de radio y televisión
- Arturo Macías – Locutor de radio
- Magda Rodríguez – Productora de televisión
- Andrea Escalona - Conductora y actriz de televisión
- Eduardo Hernández – Cirujano plástico y estético
- Irma Cebada – Coordinadora Nacional de Franquicias Internacionales de Miss Earth México
- Israel Blancas – Presidente Corporativo Cruisevico
- Guillermo Rebolledo – Empresario y productor cinematográfico
- Carlos Ruiz - Empresario y director de proyectos ecológicos y sustentables
- Sara Quiriconi - Presentadora de televisión
- Yazuri González - Diseñadora internacional de modas

### Premios Especiales
| Premio                    | Candidata                         |
| Miss Amistad              | - Tamaulipas - Helena Cano        |
| Miss Fotogénica           | - Yucatán - Alejandra Castilla    |
| Miss Figura               | - Sonora - Andrea Torres          |
| Miss Internet             | - Durango - Josefina Corral       |
| Miss Elegancia            | - Yucatán - Alejandra Castilla    |
| Mejor en Vestido de Noche | - Michoacán - Dulce Farfán        |
| Mejor Traje Reciclado     | - Zacatecas - Paola Cruz          |
| Mejor Traje Típico        | - Chiapas - Itzel Astudillo       |
| Mejor Traje Estilizado    | - Aguascalientes - Ximena Delgado |
| Mejor Proyecto Ecológico  | - Chiapas - Itzel Astudillo       |

## Candidatas
| Estado              | Candidata                               | Edad | Estatura | Residencia          |
| Aguascalientes      | Ximena Delgado Méndez                   | 19   | 1.73     | Aguascalientes      |
| Baja California     | Estefanía González Ibarra               | 18   | 1.70     | Tijuana             |
| Baja California Sur | Enya Britania Castro Guerrero           | 20   | 1.72     | La Paz              |
| Campeche            | Raquel Mondragón López                  | 23   | 1.70     | Escárcega           |
| Chiapas             | Itzel Paola Astudillo Aréchiga          | 20   | 1.73     | Tapachula           |
| Chihuahua           | Karina Esmeralda García Santos          | 20   | 1.75     | Delicias            |
| Ciudad de México    | Abil Xiadani González González          | 24   | 1.69     | Ciudad de México    |
| Coahuila            | Karina Muñoz Ibarra                     | 21   | 1.73     | Nava                |
| Colima              | Nubia Cristell García Ortiz             | 24   | 1.73     | Armería             |
| Durango             | Josefina Corral Núñez                   | 24   | 1.75     | Tepehuanes          |
| Estado de México    | Verónica Salas Vallejo                  | 23   | 1.75     | Tejupilco           |
| Guanajuato          | Erika Judith Gómez Cruz                 | 24   | 1.75     | Purísima del Rincón |
| Guerrero            | María Guadalupe "Lupita" Valero Catalán | 20   | 1.68     | Iguala              |
| Hidalgo             | Yolanda Alejandra Vega Ortiz            | 21   | 1.72     | Tula                |
| Jalisco             | Erika Palomera Plascencia               | 23   | 1.70     | Zapopan             |
| Michoacán           | Dulce Eugenia Farfán Bailón             | 22   | 1.75     | Morelia             |
| Morelos             | Grecia Paulina Miranda Salgado          | 19   | 1.77     | Cuernavaca          |
| Nayarit             | Aranza Lorely Bejarano Ballesteros      | 21   | 1.68     | Ixtlán del Río      |
| Nuevo León          | Andrea Merodio Reyes                    | 19   | 1.73     | General Escobedo    |
| Oaxaca              | Zahorí Betzabé Gallegos Kuri            | 22   | 1.75     | Oaxaca              |
| Puebla              | Alejandra Rabell García                 | 18   | 1.69     | Puebla              |
| Querétaro           | Aimé Ortega                             | 23   | 1.72     | Querétaro           |
| Quintana Roo        | Sara Esmeralda Alvarado                 | 20   | 1.71     | Playa del Carmen    |
| San Luis Potosí     | Jessica Yatzumi Mendieta Méndez         | 21   | 1.73     | Rioverde            |
| Sinaloa             | Jessica Nayeli García Guerrero          | 22   | 1.83     | Culiacán            |
| Sonora              | Andrea Guadalupe Torres Damián          | 22   | 1.72     | Hermosillo          |
| Tabasco             | Gildy Guillermina Reyes Colorado        | 21   | 1.78     | Frontera            |
| Tamaulipas          | Norma Helena Cano Ramírez               | 23   | 1.75     | Reynosa             |
| Tlaxcala            | Lisset Escalera Barajas                 | 18   | 1.70     | Papalotla           |
| Veracruz            | Claudia Victoria Aquino Oliver          | 23   | 1.71     | Poza Rica           |
| Yucatán             | Alejandra Castilla Blanco               | 23   | 1.69     | Mérida              |
| Zacatecas           | Paola Lizbeth Cruz Aldaba               | 19   | 1.72     | Rio Grande          |

## Sobre los Estados en Miss Earth México 2016

### Reemplazos
- Nayarit - Montserrat Duarte renunció al título estatal y a su participación en la competencia nacional debido a cuestiones personales. Fue reemplazada por Aranza Bejarano.
- Querétaro - Patricia Ponce renunció al título estatal y a su participación en la competencia nacional debido a cuestiones personales. Fue reemplazada por Aimeé Ortega.
- Quintana Roo - Diana Campos renunció al título estatal y a su participación en la competencia nacional debido a cuestiones personales. Fue reemplazada por Esmeralda Alvarado.

## Crossovers
| Miss Tierra - 2016: Chiapas - Itzel Astudillo (Top 16) Miss Eco Internacional - 2017: Estado de México - Verónica Salas (Top 21) - 2017: Sonora - Andrea Torres (No Compitió) Miss Intercontinental - 2017: Estado de México - Verónica Salas (Ganadora) - 2017: Jalisco - Erika Palomera (No Compitió) Top Model of the World - 2024: Morelos - Grecia Miranda (Top 6) Miss Tourism International - 2016: Aguascalientes - Ximena Delgado (3.ª Finalista) The Miss Globe - 2016: Sonora - Andrea Torres (Top 12) Miss Atlántico Internacional - 2017: Baja California Sur - Britania Castro Miss Panamerican International - 2018: Chiapas - Itzel Astudillo (1.ª Finalista) Best Model of the World - 2016: Guanajuato - Erika Gómez Miss United Countries - 2017: Tabasco - Gildy Reyes (No Compitió) Exquisite Face of the Universe - 2017: Yucatán - Alejandra Castilla (No Compitió) Miss Exclusive of the World - 2017: Chiapas - Itzel Astudillo (No Compitió) Miss City Tourism - 2017: Sinaloa - Jessica García Reina Internacional del Trópico - 2017: Hidalgo - Yolanda Vega Mexicana Universal - 2018: Guerrero - Lupita Valero (3.ª Finalista) - 2018: Nuevo León - Andrea Merodio (Top 16) Miss México - 2024: Morelos - Grecia Miranda (Miss México Top Model of the World) - 2023: Chiapas - Itzel Astudillo (No Compitió) - 2023: Morelos - Grecia Miranda (Top 10) - 2021: Tabasco - Gildy Reyes (No Compitió) - 2019: San Luis Potosí - Jessica Mendieta (Top 10) Reina Turismo México - 2015: Estado de México - Verónica Salas (Top 8) Miss Mesoamérica México - 2017: Morelos - Grecia Miranda Teen Universe México - 2014: San Luis Potosí - Jessica Mendieta Miss Teen International México - 2015: Puebla - Alejandra Rabell (Ganadora) La Flor Más Bella del Campo - 2014: Estado de México - Verónica Salas (Ganadora) Miss Earth San Luis Potosí - 2014: San Luis Potosí - Jessica Mendieta (Miss Earth San Luis Potosí-Air) Mexicana Universal Ciudad de México - 2017: Tabasco - Gildy Reyes Mexicana Universal Guerrero - 2017: Guerrero - Lupita Valero (Ganadora) | Mexicana Universal Nuevo León - 2017: Nuevo León - Andrea Merodio (Ganadora) Mexicana Universal Puebla - 2017: Puebla - Alejandra Rabell (2.ª Finalista) Nuestra Belleza Estado de México - 2015: Estado de México - Verónica Salas (2.ª Finalista) Nuestra Belleza Guanajuato - 2012: Guanajuato - Erika Gómez Nuestra Belleza Jalisco - 2015: Jalisco - Erika Palomera Nuestra Belleza San Luis Potosí - 2015: San Luis Potosí - Jessica Mendieta Nuestra Belleza Sinaloa - 2015: Sinaloa - Jessica García Nuestra Belleza Sonora - 2015: Sonora - Andrea Torres Nuestra Belleza Tabasco - 2014: Tabasco - Gildy Reyes Nuestra Belleza Zacatecas - 2015: Zacatecas - Paola Cruz (3.ª Finalista) Miss Chiapas - 2020: Chiapas - Itzel Astudillo (Designada) Miss Morelos - 2023: Morelos - Grecia Miranda (Designada) - 2021: Morelos - Grecia Miranda (Designada) Miss San Luis Potosí - 2018: San Luis Potosí - Jessica Mendieta (Ganadora) Miss Tabasco - 2019: Tabasco - Gildy Reyes (Designada) Reina Turismo Estado de México - 2015: Estado de México - Verónica Salas (Ganadora) Miss Mesoamérica Morelos - 2017: Morelos - Grecia Miranda (Designada) Teen Universe San Luis Potosí - 2014: San Luis Potosí - Jessica Mendieta (Ganadora) Feria de Carnaval Río Grande - 2013: Zacatecas - Paola Cruz (2.ª Princesa) Flor Tabasco - 2017: Tabasco - Gildy Reyes (Top 10) La Flor Más Bella del Campo Estado de México - 2014: Estado de México - Verónica Salas (Ganadora) Reina de la Bandera - 2014: Guerrero - Lupita Valero (Ganadora) Reina del Carnaval Ciudad Madero - 2018: Tamaulipas - Helena Cano (Ganadora) Reina de la Feria de Todos los Santos Colima - 2010: Colima - Nubia García Reina FERERIO - 2016: San Luis Potosí - Jessica Mendieta (Ganadora) Reina FENAPO - 2017: San Luis Potosí - Jessica Mendieta (Ganadora) Reina de la Feria de San Marcos - 2019: Aguascalientes - Ximena Delgado (Top 5) Reina de las Fiestas Patrias Ixtlán - 2014: Nayarit - Aranza Bejarano (Ganadora) |